# 乔钟灵
乔钟灵（1906年—1996年），男，陕西神木人，中华人民共和国政治人物，曾任神木府谷特区苏维埃政府主席，四川省政协副主席。